# 18-та армія (Німецька імперія)
Не варто плутати з 18-ю німецькою армією часів Другої світової війни
18-та а́рмія  (нім. 18. Armee (Deutsches Kaiserreich) — армія Імперської армії Німеччини за часів Першої світової війни.

## Історія
18-та армія (нім. 18. Armee) була сформована 22 грудня 1917 року під час підготовки кайзерівської армії до масштабного Весняного наступу, що мав за мету розгром союзних армій та переможне завершення війни на Західному фронті. Вище командування чітко усвідомлювало, що можливо це останній час переломити стратегічну ініціативу на свою користь та розгромити ворога, до включення у збройну боротьбу потужних ресурсів — людських та матеріальних — у війну в Європі Сполучених Штатів.
Армія (разом з 17-ю та 19-ю арміями) утворювала потужне ударне угруповання, що мало діяти на напрямку головного удару німецьких військ. Основу її військ становили регулярні частини Імперської армії Німеччини, що були відведені після краху Російської імперії та Жовтневого перевороту зі Східного фронту на захід. Загалом на формування нових армій німці відвели з Росії близько 50 дивізій.
Командний пункт армії, що входила до групи армій кронпринца Німеччини, розташовувався з моменту формування у французькому містечку Сен-Кантен. Звідсіля армія відходила на схід до Німеччини, де 2 січня 1919 року була розформована.

## Командування

### Командувачі
- генерал від інфантерії Оскар фон Гут'єр (нім. Oskar von Hutier) (22 грудня 1917 — 2 січня 1919).

## Бойовий склад 18-ї армії
| Армія          | Корпус                             | Дивізія                            |
| -------------- | ---------------------------------- | ---------------------------------- |
| 30 жовтня 1918 |                                    |                                    |
| 18-та армія    | I-й Королівський Баварський корпус | 29-та піхотна дивізія              |
| 18-та армія    | I-й Королівський Баварський корпус | 15-та резервна дивізія             |
| 18-та армія    | I-й Королівський Баварський корпус | 19-та резервна дивізія             |
| 18-та армія    | I-й Королівський Баварський корпус | 200-та піхотна дивізія             |
| 18-та армія    | I-й Королівський Баварський корпус | 204-та піхотна дивізія             |
| 18-та армія    | I-й Королівський Баварський корпус | 34-та піхотна дивізія              |
| 18-та армія    | XXVI-й резервний корпус            | 75-та резервна дивізія             |
| 18-та армія    | XXVI-й резервний корпус            | 9-та піхотна дивізія               |
| 18-та армія    | XXVI-й резервний корпус            | 18-та піхотна дивізія              |
| 18-та армія    | XXVI-й резервний корпус            | 6-та Королівська Баварська дивізія |
| 18-та армія    | XVIII-й резервний корпус           | 231-ша піхотна дивізія             |
| 18-та армія    | XVIII-й резервний корпус           | 238-ма піхотна дивізія             |
| 18-та армія    | XVIII-й резервний корпус           | 81-ша резервна дивізія             |
| 18-та армія    | XVIII-й резервний корпус           | 1-ша резервна дивізія              |
| 18-та армія    | XVIII-й резервний корпус           | 2-га піхотна дивізія               |
| 18-та армія    | XVIII-й резервний корпус           | 2/3 82-ї резервної дивізії         |
| 18-та армія    | XVIII-й резервний корпус           | 5-та резервна дивізія              |
| 18-та армія    | XIV-й армійський корпус            | 232-га піхотна дивізія             |
| 18-та армія    | XIV-й армійський корпус            | 237-ма піхотна дивізія             |
| 18-та армія    | XIV-й армійський корпус            | 11-та піхотна дивізія              |
| 18-та армія    | XIV-й армійський корпус            | 221-ша піхотна дивізія             |
| 18-та армія    | XIV-й армійський корпус            | 105-та піхотна дивізія             |
| 18-та армія    | XIV-й армійський корпус            | 87-ма піхотна дивізія              |